# محاضرات فوكو في الكوليج دو فرانس
بناء على اقتراح جول فولمين، أنشئ مقعد في قسم الفلسفة والتاريخ في كوليج دو فرانس ليحل محل الراحل جان هيبوليت. سمي هذا المقعد تاريخ أنظمة الفكر وأسس في 30 من شهر نوفمبر من عام 1969. رشح فولمين الفيلسوف ميشال فوكو الذي كان في تلك الآونة لا يحظى سوى بشهرة قليلة خارج فرنسا للجمعية العامة للأساتذة، وانتُخب فوكو لذلك المقعد بشكل رسمي في 12 أبريل من عام 1970. وكان آنذاك يبلغ من العمر 44 عامًا. وكما كان يتطلب هذا المقعد، عقد فوكو عدة محاضرات عامة منذ عام 1970 حتى وفاته عام 1984 (ما عدا سنة إجازة في عام 1976-1977). لخصت هذه المحاضرات، التي طور خلالها أعماله، من تسجيلات صوتية من قبل ميشيل سينيلارت، الذي تولى تحريرها أيضًا. ولاحقًا ترجمت هذه المحاضرات إلى الإنجليزية وحررت بشكل أوسع من قبل غراهام بورتشيل ونشرت بعد وفاته من قبل دار سانت ميرين.

## محاضرات حول إرادة المعرفة
كان تلك فترة هامة لفوكو شهدت فيها منهجيته تحولًا هامًا من «علم الآثار» إلى «علم الأنساب» (بحسب فوكو، فإنه لم يتخل مطلقًا عن منهج علم الآثار). وكانت تلك الفترة أيضًا فترة تحول فكري لفوكو، إذ ظهرت مناظرة فوكو ونعوم تشومسكي التي أقيمت في جامعة آيندهوفن للتكنولوجيا في شهر نوفمبر من عام 1971 والتي بثها التلفزيون الهولندي، مناظرة حول الطبيعة البشرية العدالة ضد القوة، في الفترة ذاتها بالضبط التي ألقها خلالها محاضرته الافتتاحية الأولى في الكوليج دو فرانس والتي كانت بعنوان «نظام الخطاب» والتي ألقاها في 2 ديسمبر من عام 1970 (ترجمت ونشرت بالإنجليزية بعنوان «خطاب حول اللغة»)، ومن ثم ألقى بعد أسبوع (9 ديسمبر 1970) أولى محاضراته الافتتاحية الكاملة التي ألقاها في الكوليج دو فرانس ضمن برنامجه الدراسي «إرادة المعرفة»، والذي وعد فوكو فيه بأن يستكشف «قطعةً قطعة» «علم تشكل إرادة المعرفة» من خلال فترات تاريخية متبادلة وأسئلة تساؤلات نظرية. عنونت المحاضرات التي ألقيت ب «محاضرات حول إرادة المعرفة»، وكان ذلك كله في غضون عام.
اتسمت الفترة الأولى من فكر فوكو ببناء معرفي للعديد من الأنماط، وكيفية اندماج كل خيط لإنتاج سلسلة شبكات (يستخدم فوكو مصطلح «شبك») لإنتاج «ذات» وظيفية ومجتمع بشري وظيفي بالكامل وقابل للتطبيق. ويستخدم فوكو مصطلح مؤشرات إبستمولوجية وقطع إبستمولوجي ليظهر، خلافًا للرأي الشعبي، أن هذه «المؤشرات» و«القطع» تتطلب مجموعة فنية مدربة وماهرة من «الاختصاصيين» في الميادين المختلفة للمعرفة وهيئة تنظيمية شديدة المهنية ومدربة والتي تنوب براعتها عن أولئك الذين يستخدمون مصطلحات (تشكلات خطابية أو «خطاب») مع هيئة مهنية بإمكانها أن تجعل المصطلحات المستخدمة قادرة على مواجهة تفحص عقلاني أوسع. ليست المعرفة العلمية بالنسبة لفوكو ترقيًا للتقدم البشري بالقدر الذي تصوره العلوم الإنسانية (كالدراسات الإنسانية والعلوم الاجتماعية)، بل منهج أدق في تنظيم وإنتاج ذات فردية أولًا، وثانيًا مجتمع بشري فاعل بالكامل كجهاز سيطرة لا كمجموعة من الأفراد مذررين «أحرار»، بل كوحدة مجتمعية منظمة (أو مدربة) في ما يتعلق بكل من الإنتاج الصناعي والقوة العاملة، ووحدة منظمة عسكريًا (تتخفى تحت قناع جيوش) تفيد في إنتاج «مؤشرات إبستمولوجية» أو «قطع إبستمولوجي» يتيح للمجتمع أن «يتحكم بنفسه» بدلًا من أن تقوم بذلك عوامل خارجية «كالدولة على سبيل المثال».
في المحاضرة الافتتاحية «إرادة المعرفة»، يفصّل فوكو في ماهية «النظام الطبيعي للأشياء» منذ القرن السادس عشر الذي ترشح إلى مجتمع بشري منظم بشكل كامل يتضمن أداة ل «فن الحكم» وآلة معقدة (يقصد فوكو بمصطلح «فن الحكم» جهاز دولة يجري تصوره كآلة علمية) كمبدأ منظم عقلاني. كانت تلك المرة الأولى (خلافًا للرأي الشعبي بأن ذلك كان اختراعًا متأخرًا في فكر فوكو) بدأ فيها فوكو بالدخول في أبعاد إغريقية في فكره والتي سيعود إليها في محاضرات لاحقة في أواخر سنين حياته. في البداية ينبغي توضيح بعض المؤشرات حول نقاط محددة. يذكر فوكو المفاهيم الغربية للمال والإنتاج والتجارة «المجتمع الإغريقي» ابتداء من عام 800 قبل الميلاد حتى عام 700 قبل الميلاد. إلا أن المجتمعات «غير الغربية» كانت تعاني من المشكلات هذه ذاتها، وافترض بعض المؤرخين بشكل تلقائي أن هذه الاختراعات كانت اختراعات غربية بالكامل. وهذا ليس صحيحًا تمامًا، إذ كانت الصين والهند على سبيل المثال تمتلكان أكثر مؤسسات التجارية والنقدية تعقيدًا حتى القرن السادس قبل الميلاد، وبالفعل كان مفهوم المؤسسة التجارية موجودًا في الهند منذ العام 800 قبل الميلاد على أقل تقدير واستمر حتى عام 1000 ميلادي على الأقل. وما كان أكثر أهمية هو وجود نظام رعاية اجتماعية في الهند في تلك الحقبة. يبدأ فوكو مفاهيمه من هذه المحاضرات حول مفهوم الحقيقة ذاته و«إرادة المعرفة»، وبرز التحدي حين يسأل فوكو السؤال ذاته حول التقليد السياسي والفلسفي الغربي بأكمله: وبشكل أكثر دقة أن المعرفة (المعرفة العملية على الأقل) وصلاتها الوثيقة بالحقيقة مرغوبة تمامًا وطبيعية ومحايدة سياسيًا وفلسفيًا. بداية يُخضع فوكو هذه المفاهيم «على الأقل المفاهيم السياسية» لاختبار كامل، فيسأل فوكو أولًا السؤال «المحايد» سياسيًا حول أول ظهور للمال الذي لم يصبح رمزًا اقتصاديًا هامًا فحسب، بل أصبح قبل كل شيء مقياسًا للقيمة ووحدة حساب.
ما إن أصبح المال سيرورة اجتماعية وواقعًا اجتماعيًا بات يمتلك (إن كان بوسع المرء استخدام مصطلح كهذا) تاريخًا متزعزعًا ومتقلقلًا. ففي المقام الأول، ما دام امتلك المال واقعًا اجتماعيًا في وقت لم تطور فيه السلطة الاجتماعية الفعلية لاستخدام المال ممارسة معيارية أو معرفة حول كيفية استخدامه، سيغدو المال عندها غير منضبط.